# Элекеш, Жужа
Жужа Элекеш (венг. Elekes Zsuzsa; род. 13 мая 1955, Будапешт) — венгерская органистка.
Окончила Академию музыки имени Ференца Листа (1978), в разное время обучаясь у органистов Габора Лехотки и Ференца Гергея, а также у Лайоша Кертеса (фортепиано) и Яноша Шебештьена (клавесин). В дальнейшем совершенствовала своё мастерство в мастер-классах Мари-Клер Ален, Жана Гийю, Луиджи Тальявини и др. Ещё студенткой заняла первое место на конкурсе органистов к столетию Академии, в дальнейшем заняла третье место на международном конкурсе «Пражская весна» (1979, первая премия не была присуждена) и выиграла Международный конкурс имени Иоганна Себастьяна Баха в Лейпциге (1980).
В 1980—1994 гг. Элекеш была солисткой Венгерского национального филармонического оркестра. С сольными концертами она выступала во многих странах социалистического лагеря, а также в Англии, Франции и др. Наиболее важную часть её репертуара составляла органная музыка Ференца Листа.